# Börje Andersson-Junkka
Börje Johan Andersson-Junkka, född 21 augusti 1936 i Muonionalusta, är en svensk fotbollstränare. Börje Andersson Junkka medverkade 2017 i SVT:s program Sverigeresan.  År 2018 tilldelades Andersson-Junkka Sportspegelnpriset för sitt engagemang som ideell ledare inom idrotten.
Under fotbolls-VM 2018 lanserades webserien Börjes-VM på sociala medier. Tittarna fick här under några veckor följa Andersson-Junkka när han kommenterade det svenska landslagets insatser under det pågående världsmästerskapet. Tittarna fick också följa hans vardag i hembyn Parkalompolo.[källa behövs]
Under idrottsgalan 2019 medverkade Andersson-Junkka som prisutdelare i kategorin "Årets Lag".
År 2018 utsåg Pajala kommun honom till "Årets Pajala-ambassadör". 

## Filmografi
- 2004 – Populärmusik från Vittula[6]